# Кистон (Јужна Дакота)
Кистон (енгл. Keystone) град је у америчкој савезној држави Јужна Дакота.

## Демографија
По попису из 2010. године број становника је 337, што је 26 (8,4%) становника више него 2000. године.
| Група             | 2000.       | 2010.       |
| Белци             | 290 (93,2%) | 290 (86,1%) |
| Афроамериканци    | 0 (0,0%)    | 0 (0,0%)    |
| Азијати           | 0 (0,0%)    | 2 (0,6%)    |
| Хиспаноамериканци | 11 (3,5%)   | 28 (8,3%)   |
| Укупно            | 311         | 337         |